# Óscar Guillermo Garretón

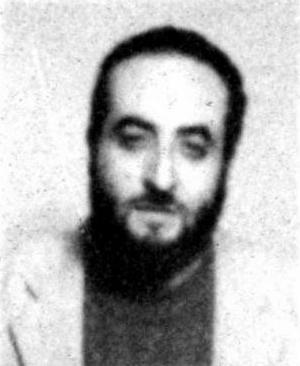
Óscar Guillermo Garretón

Óscar Guillermo Garretón Purcell (* 14. Oktober 1943 in Valparaíso) ist ein chilenischer Ökonom, Unternehmer und Politiker (PS, PPD und MAPU).
Garretón war mehrmals Parlamentsabgeordneter und Mitarbeiter Salvador Allendes und Patricio Aylwins, u. a. von 1970 bis 1972 als Staatssekretär für Wirtschaft und Tourismus in der Regierung Allende. Von 1990 bis 1993 war er Präsident der Metro de Santiago sowie ab 1993 der Compañía de Telecomunicaciones de Chile (CTC) und ab 2001 der Empresas Iansa.